# Westerdykella cylindrica
Westerdykella cylindrica är en svampart som först beskrevs av Malloch & Cain, och fick sitt nu gällande namn av Arx 1973. Westerdykella cylindrica ingår i släktet Westerdykella och familjen Sporormiaceae.   Inga underarter finns listade i Catalogue of Life.